# Bagno di sangue di Åbo
Il bagno di sangue di Åbo (svedese: Åbo blodbad; finlandese: Turun verilöyly) del 10 novembre 1599 fu un'esecuzione pubblica nella città finlandese di Turku (Åbo), allora parte del Regno di Svezia, nel contesto della guerra contro Sigismondo e la guerra dei bastoni. La Svezia era ormai nella fase finale di una guerra civile, con una fazione che sosteneva il re Sigismondo III Vasa, che era anche re e granduca di Polonia-Lituania, e un'altra fazione che sosteneva il duca Carlo di Södermanland, il successivo Carlo IX, zio paterno di Sigismondo. Dopo aver preso il sopravvento nella disputa, Carlo schiacciò l'ultima resistenza al suo governo, in particolare in Finlandia, mentre Sigismondo si era già ritirato in Polonia.
Le forze che si opponevano a Carlo in Finlandia erano guidate da Arvid Stålarm e Axel Kurck (Kurk), che divennero entrambi prigionieri di Carlo dopo la resa del castello di Åbo e di ulteriori roccaforti. Insieme ad altri prigionieri, compresi due figli del precedente comandante finlandese Clas (Klaus) Fleming, furono processati da una giuria rapidamente riunita dai seguaci di Carlo e condannati a morte. I figli di Fleming e altri dodici furono poi decapitati nella piazza del municipio di Åbo, mentre Stålarm e Kurck furono mandati a Linköping dove furono processati e condannati di nuovo insieme ad altri leader dell'opposizione catturati. Tuttavia, Stålarm e Kurck sopravvissero anche al successivo bagno di sangue di Linköping.

## Processo ed esecuzioni
Dopo che la battaglia di Stångebro aveva deciso la guerra tra il duca Carlo, reggente di Svezia, e il re svedese Sigismondo III Vasa a favore di Carlo, diverse fortezze nell'est del regno svedese erano ancora in possesso dai nobili che si opponevano al duca Carlo, fedeli al re deposto o che avevano perseguito azioni anti-contadine durante la Guerra dei Club, dove Carlo aveva simpatizzato con i contadini. Queste ultime roccaforti dell'opposizione, comandate da Arvid Stålarm e Axel Kurck (o Kurk), includevano Åbo, Helsingfors (Helsinki) e Viborg (Vyborg, Viipuri, Выборг), che furono successivamente prese nel corso della campagna finlandese di Carlo nella seconda metà del 1599. Quando le forze di Carlo assediarono Åbo, gli imputati si arresero quando Carlo assicurò che nell'inevitabile processo dopo l'assedio, sarebbero stati processati da una dieta degli stati.

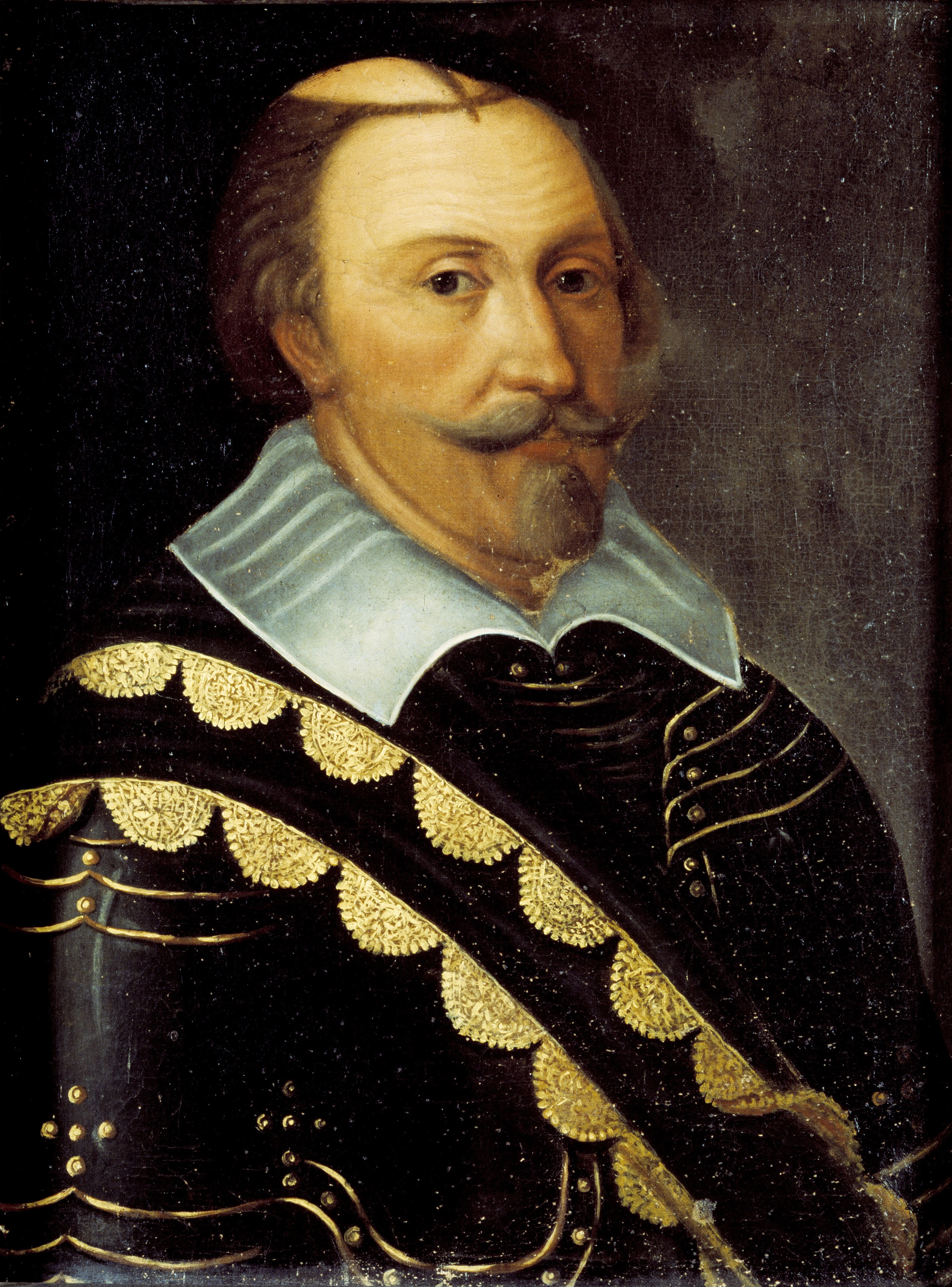
Carlo IX

Tuttavia, Carlo riunì rapidamente una corte di trentasette giurati a lui fedeli ed il 7 novembre era pronta un'incriminazione. Tra i giudici c'erano: fra i nobili il conte Mauritz Leijonhufvud, il conte Magnus Brahe, Svante e Nils Turesson Bielke di Salstad, e l'ammiraglio Joakim Scheel; fra i borghesi Mickel Krank, Nils Torkelsson, Rantala Hans e Klas Thomasson. Il 9 novembre il tribunale ha condannato a morte diversi imputati.
Quattordici di questi furono giustiziati il 10 novembre nella piazza del municipio di Åbo, dove furono condotti in processione dalla loro prigione nel castello di Åbo. Il primo ad essere decapitato fu Johan Fleming, figlio di Clas (Klaus) Fleming, le cui ultime parole secondo Yrjö Koskinen furono un addio ai suoi amici e una dichiarazione sulla sua innocenza e la sete di sangue del duca Carlo. Michael Roberts dice che Carlo "si concesse il lusso privato" di giustiziare Johan di persona. Anche se questo non è menzionato da Koskinen, riporta comunque una disputa tra Johan e Carlo prima delle esecuzioni, dove Johan aveva sconvolto Carlo rimanendo fedele al "suo dio e al suo re". Koskinen dice anche che il fratellastro di Johan, Olof Klasson voleva seguire Johan immediatamente per mescolare il loro sangue, ma non gli fu permesso poiché la sua esecuzione sarebbe stata la quinta.
Oltre a Johan Fleming e Olof Klasson, furono giustiziate le seguenti persone: i nobili Sten Fincke di Peipot, Hartvig Henriksson di Wuoltis, Krister Mattsson Björnram, Mikael Påvelsson Munck di Nuhiala e Nils Ivarsson; oltre al knektehöfvitsmannen Sigridinson Möl, Hans Jänis, Eskil Jakobsson, Herman Hansson e altri. Alcune persone, come il luogotenente di Fleming, Hans Osara di Hämeenkyrö, , furono giustiziate uno o due anni dopo il bagno di sangue di Åbo.
Arvid Stålarm e Axel Kurck, anch'essi condannati a morte, furono invece portati a Linköping solo per essere processati di nuovo in quello che portò al bagno di sangue di Linköping, dove furono nuovamente condannati a morte ma la loro esecuzione venne rinviata.

## Nella leggenda e nella finzione
Nel 1862, Josef Julius Wecksell utilizzò gli eventi di Åbo come base per la sua opera di fantasia Daniel Hjort. Hjort, tra gli imputati del castello e amico intimo di Fleming, difende Carlo per ragioni ideologiche, apre le porte e prende parte al bagno di sangue. Hjort viene poi ucciso dal figlio di Fleming, Olof. La commedia è l'unica mai scritta da Wecksell, la cui carriera di scrittore è stata interrotta da una malattia mentale quando aveva venticinque anni. Tuttavia, secondo Schoolfield, l'opera "è stata definita la migliore opera teatrale scritta in lingua svedese prima del Maestro Olof di Strindberg" e "ha ancora un posto nel repertorio".